# Kadreparti
Kadreparti er et parti som er opbygget efter en marxistisk-leninistisk partimodel. Teorien blev udformet af Lenin. Medlemmerne i kadrepartiet omtales som kadrer, deraf navnet. Det kommunistiske kadreparti blev af Lenin omtalt som "et parti af ny type". Lenin argumenterede for denne organisationsform som en nødvendig metode for at organisere kampdygtige kommunistiske organisationer i sit skrift Hvad bør der gøres?, Lenin og hans tilhængere fik flertallet på Ruslands Socialdemokratiske Arbejderparti (RSDAP)'s kongres i 1904, hvorefter de blev kendt som bolsjevikker fra большинство (flertal), mens oppositionen mod denne partimodel blev kaldt mensjevikker (fra det russiske ord меньшинство (minoritet).

## Partimodel
Kadrepartiet styres efter princippet om demokratisk centralisme. Det vil sige at modsætninger, problemer og uenigheder holdes og diskuteres internt i partiet, mens der udadtil er en fælles front. Medlemmerne står frit til at diskutere partiets politik internt, men det forventes fuld loyalitet når diskussionerne er afsluttet og beslutninger vedtaget.
Fraktionsdannelse indad i partiet er forbudt og danner i et kadreparti grundlag for eksklusion.
Som medlem af et kadreparti har man pligt til at deltage aktivt i partiarbejdet og de frontorganisationer som partiet er en del af. Medlemskab sker efter ansøgning, idet der kun tillades passive medlemmer hvis de er for syge eller gamle til partiarbejdet.